# Шабанбай би
Шабанбай би (каз. Шабанбай би, до 23.10.1996 г. — Шылым) — село в Актогайском районе Карагандинской области Казахстана. Административный центр аульного округа Шабанбай. Находится примерно в 32 км к востоку от районного центра, центра города Актогай. Код КАТО — 353677100.

## География
Расположено на реке Каратал (левый приток реки Токрау).

## Население
В 1999 году население села составляло 857 человек (436 мужчин и 421 женщина). По данным переписи 2009 года в селе проживали 563 человека (289 мужчин и 274 женщины).